# Jednogodišnja slakoperka
Jednogodišnja slakoperka (obični stršac, jednogodišnja rosulja; lat. Apera spica-venti), biljna vrsta iz porodice trava. Pripada rodu slakoperka ili svrakopirc, a ne u rosulje (Agrostis), kako joj glasi ime. Raširena je po velikim dijelovima Euroazije, na sjeveru Afrike, a introducirana je i u Sjevernu Ameriku.
Iz busena nikine više stabljika koje narastu do 120cm visine, a završava klasovima koji se njišu na vjetru, od čega je i dobila ime spica–venti, u značenju klas vjetra. Raste po blago kiselim zemljištima od nizina do planinskih krajeva, često po neobrađenim zemljištima.
U Hrvatskoj je poznata i pod rodovskim imenom slakoperka. 